# Neville Postlethwaite
Thomas Neville Postlethwaite (* 2. Februar 1933 in Brigham (Cumbria); † 12. April 2009) war ein britischer Erziehungswissenschaftler und Hochschullehrer an der Universität Hamburg.
Postlethwaite studierte Sozialwissenschaften bis 1957 an der Durham University und promovierte 1968 in Pädagogischer Psychologie an der Universität Stockholm bei Torsten Husén, mit dem er lebenslang zusammenarbeitete. Parallel arbeitete er 1963–1972 bei der International Association for the Evaluation of Educational Achievement (I.E.A.) in den Niederlanden und von 1972 bis 1976 für die UNESCO in Paris. Von 1976 bis 1994 lehrte er Vergleichende Pädagogik in Hamburg. Andreas Schleicher gehört zu seinen Schülern.
Von 1978 bis 1986 war er der Vorstand der I.E.A., von 1986 bis 1990 war er Executive Director der International Academy of Education. 1993 wurde er in die Academia Europaea aufgenommen.

## Schriften
- School Organisation and Student Achievement, Stockholm and New York, 1967 (Dissertation)
- Leistungsmessung in der Schule, Diesterweg, Hannover 1968
- Schulen im Leistungsvergleich : Bedingungen für erfolgreiches Lernen ; Ergebnisse d. internat. IEA-Unters. in 6 Unterrichtsfächern, Klett, Stuttgart 1980
- Mit Torsten Husén (Hg.): International Encyclopedia of Education: Research and Studies, 1985
- Mithg.: The encyclopedia of comparative education and national systems of education, Oxford 1988
- Reflections on educational achievement, hg. v. Wilfried Bos, Rainer Lehmann, Münster/W. 1995, ISBN 978-3893253104

## Einzelbelege
1. ↑  Neville Postlethwaite: Torsten Husén. (PDF) Abgerufen am 21. Dezember 2021.
2. ↑  Laut Angabe im CV.

| Personendaten    | Personendaten                 |
| ---------------- | ----------------------------- |
| NAME             | Postlethwaite, Neville        |
| ALTERNATIVNAMEN  | Postlethwaite, Thomas Neville |
| KURZBESCHREIBUNG | britischer Bildungsforscher   |
| GEBURTSDATUM     | 2. Februar 1933               |
| GEBURTSORT       | Brigham (Cumbria)             |
| STERBEDATUM      | 12. April 2009                |